# Спас (бывшее село, Москва)
Спас (Спасское) — бывшее село, между реками Сходня и Москва-река, территория которого ныне располагается в северо-западном округе Москвы в районе МКАД у платформы Трикотажная — частично на территории Покровского-Стрешнева, частично — на территории Митина.

## Древняя история
Поскольку люди рано и охотно селились по берегам Москвы и Сходни, в районе Спаса находится значительное количество археологических памятников. Самые старые из них — курганы фатьяновской культуры бронзового века (II тысячелетие до н. э.). Далее там находятся три городища и селище Дьяковской культуры раннего железного века (I тыс. до н. э. — I тыс. н. э.), принадлежавшей угро-финским племенам: Спас-Тушинское 1 и Спас-Тушинское-2 на западе бывшего села и Спас-Тушинское-3, или просто Тушинское, к северо-востоку от него (у бывшей деревни Петрово). Эти городища оставались обитаемы и с приходом славян, оставивших между Спасом и Братцевым курганную группу из 6 курганов (Спасские курганы XI—XIII вв.). Центром этой группы был курган Великая Могила, имевший более 7 м в высоту и около 20 м диаметром. Вокруг этого кургана складывалось множество легенд, считалось, что там лежат сокровища Лжедмитрия II, тогда как окрестные курганы считались могилами его соратников-поляков. Раскопки 1883 г. обнаружили завернутый в бересту костяк старого воина с двумя конским удилами и двумя горшками в изголовье; в окрестных курганах нашли обычные женские украшения вятичей: семилопастные височные подвески, сердоликовые красно-белые бусы и т. п..
В домонгольскую эпоху, в этой местности проходил волок, по которому переволакивали суда с Москвы-реки на Всходню (Сходню), чтобы сократить путь виду изгибов в низовье последней; далее по Сходне подымались примерно до современной станции этого имени, где суда переволакивали на Клязьму. Видимо, от того произошло и название реки. С XIV в. по этому месту проходила Волоколамская дорога (ныне шоссе), что также придавало ему важное торговое значение.

## Спасо-Преображенский монастырь
Село возникло на землях, входивших в административный округ «Горетов стан» (в XIV в. «Горетова волость», с центром на р. Горетовка
. В 1332 г. «Князь великий даст <боярину Родиону Несторовичу> село во области круг реки Всходни на пятнадцати верстах», с центром селом Коробовым (будущим Тушиным). Боярин был сыном Нестора Рябца, выходца из Киева; в 1304 г. он спас Ивана Калиту в битве под Переяславлем, затем, будучи назначен наместником московской половины Волока Ламского (Волоколамска), присоединил также новгородскую половину. За это он и удостоился этой награды от Калиты. Он же или его сын Иван Родионович Квашня, командовавший костромскими полками в Куликовской битве, основал Спасо-Преображенский монастырь (в память спасения Ивана Калиты?) на холме на месте городища Спас-Тушино-1. Холм представлял собой круто обрывающийся к Москве-реке треугольный мыс между двумя оврагами, из которых по северному, несколько пооддаль от холма, течёт, впадая в Москву-реку, речка Барышиха. У местных жителей он был известен как «Старая гора». Первое летописное упоминание о монастыре относится к 1390 г.: «Тою же весны в великое говение преставился раб божий Иван Родивонович… и положен бысть у святого Спаса в монастыри, что на Всходне». После смерти Квашни землю унаследовал его сын Василий Туша, давший своё имя Тушину. Затем село принадлежало его сыну Александру Васильевичу Тушину, внуку Михаилу Александровичу Тушину и правнуку Семёну Михайловичу Тушину, у которого было приобретено в 1542 г. его племянником воеводой Андаканом (Евдокимом) Фёдоровичем Тушиным, впоследствии судьёй в Московском Судном приказе. В 1562 году он постригся в Спасский монастырь. В те же годы было отстроено «всякое церковное строение старого вотчинника Андакана Тушина с братьею», а именно (по грамоте 1570 г.): «храм каменный во имя Преображения Господня, да предел Благовещения пречистые Богородицы, другой храм, каменный же, Андрея Стратилата»
;
монастырь окружали «ограды каменны 53 сажени, да ворота каменные».
Сестра последнего, княгиня Стефанида Фёдоровна Телятевская, постригшись в 1570 году (по смерти мужа) под именем Софьи, подписала дарственную грамоту Троице-Сергиеву монастырю, «на вотчину отца её Фёдора и брата Андакана: на монастырь Преображение Спаса да на село Тушино с приселком и с пустошами» — на помин души отца и брата. Расширявший свои владения монастырь получил в 1573 г. (от Василия Григорьевича Фомина) также сельцо Борисково и деревню Аннино по соседству с монастырем Спаса.
По писцовым книгам 1586 г. Спасо-Преображенский монастырь имел 2 церкви каменные, в честь Преображения Господня и строившаяся во имя св, мученика Андрея Стратилата, «шатром вверх», келью игумена Ивакха, да 3 кельи с черноризцами.

## Село Спас в XVII — середине XIX веков
При Лжедмитрии II монастырь, оказался рядом с Тушинским лагерем, фактически его частью. О «тушинском царике» вплоть до XX века напоминало название одной из возвышенностей у села — «Царикова гора»; на этой возвышенности стоял дворец Лжедмитрия, окружённый валом и рвом. Склон этой горы, обращённый к Братцеву, именовался «Святые ворота» — очевидно, в воспоминание о главных воротах монастыря. Монастырь был сожжён в марте 1610 г. во время бегства поляков из Тушина. В 1618 г. вокруг его развалин был устроен лагерь польского королевича Владислава, обративших в конюшню уцелевшую церковь Андрея Стратилата; остатки укреплений этого лагеря существовали до последнего времени. Вскоре монастырь прекратил своё существование, хотя остатки его развалин были видны ещё в конце XIX в. Соборная церковь Преображения Господня «с трапезой каменною», уничтоженная тогда, так и не была восстановлена; другая же церковь, шатровая церковь Андрея Стратилата, была переосвящена во имя Преображения и стала приходской церковью возникшего на развалинах села, которое именовалось в документах «село, что был монастырь Всходня», или «село, что у Спаса на Всходне», и только в 1676 г. впервые названо «Спасским». В 1678 г. в нём было 14 дворов и 49 крестьян, из которых Кирюшка Емельянов, содержал на оброке мельницу, выплачивая Троице-Сергиеву монастырю 35 рублей ежегодно. В 1764 г., в связи с секуляризацией монастырских земель, село отошло в казну (в ведение Коллегии экономии). В 1800 г. там было 24 двора, в которых проживало 199 душ обоего пола: 94 мужчины и 105 женщин. Крестьяне, кроме земледелия, занимались ткачеством, при чём некоторые из них имели «небольшие фабрики, на которых ткут мишурные белые и красные позументы».

## Село во второй половине XIX — начале XX веков
В середине XIX в. в селе было 248 человек, в конце — 502 человека. Из 84 семей 83 были связаны с промыслами. 176 женщин занимались вязанием, молочной торговлей, 124 мужчины — были ломовыми извозчиками (прежде всего, перевозили грузы для окрестных фабрик) или нанимались в чернорабочие. Также зарабатывали продажей продуктов рабочим и сдачей им помещений, особенно после перевода сюда завода, «Проводник» (1915 г.). В конце XIX в. в селе было два трактира и две торговые лавки. Под селом находилось сукновальное заведение, переделанное из Борисовской мельницы. Население в 1890 г. составляло 531 человек; по данным на 1912 г., указано 100 дворов.
В конце века село лишилось старой церкви Спаса Преображения, которая пошла трещинами из-за подмыва берега, на котором она стояла, и в результате в 1885 г. была запечатана и в 1890 разобрана. На её месте была поставлена деревянная часовня, а на другом конце села к тому времени (в 1886) уже была выстроена новая — существующая до сих пор (у платформы «Трикотажная»).
В 1906 г. в селе открыто начальное земское училище.

## Село в советские времена
В 1926 г. в Спасе проживало 897 человек, в том числе 412 мужчин и 485 женщин. Благосостояние крестьян резко упало. В 1929 г. образован колхоз «Заветы Ильича», считавшийся передовым. В 1935 г. был закрыт храм, его священник Александр Соколов и отец последнего, бывший священник того же храма Александр Буравцев, были расстреляны в 1937 г. (храм вновь был освящен в 1990 г.).
В том же 1929 г. в корпусах завода «Проводник» начала работу «Тушинская чулочная фабрика» с 4 тыс.рабочих, образовавших при фабрике рабочий поселок «Трикотажный»; соответствующее название было дано и железнодорожной платформе, открытой в 1932 г.
После проведения в 1960 г. МКАД часть села, оказавшаяся на территории Москвы, была застроена, в том числе были переведены из центра Академия коммунального хозяйства им. Памфилова и НИИ астрофизики. Часть, остававшаяся за пределами МКАД, была включена в состав Москвы в 1984 г. Жители снесенной части села в 1971 году были переселены в новостройки района Северного Тушина по адресу: бульвар Яна Райниса, дом 6, к.1 и частично в дом 2, к.1. Большинство выходцев села Спас живут там и по сей день, именуя себя «Спасскими». Например, управление домом 6, к.1 на сегодняшний день осуществляет Титова Виктория Витальевна — правнучка председателя колхоза «Заветы Ильича» Грибкова Василия Петровича.

## Современное состояние
К началу XXI века в бывшем селе сохранилась единственная улица с частной застройкой — Староспасская. Улица начинается от съезда с Волоколамского шоссе на МКАД и заканчивается тупиком. По карте 2007 года по улице значилось 20 домов, в настоящее время это число ещё сократилось. Административно село находится в подчинении района Митино. В уставе района село не упомянуто, следовательно, собственного административного статуса в настоящее время не имеет.
Село дало название Спасскому мосту МКАД через реку Москву, микрорайону Спасский Мост и Спасской улице города Красногорска, церкви Спаса Преображения в Тушине и автобусной остановке «Спас» на Волоколамском и Пятницком шоссе.